# Sowjetische Besatzungszone

Sowjetische Besatzungszone und Sowjetischer Sektor von Berlin ab 8. Juni 1947

Die Sowjetische Besatzungszone (SBZ;  auch Ostzone, Sowjetzone, u. ä.) war eine der vier Besatzungszonen, in die Deutschland 1945 entsprechend der Konferenz von Jalta von den alliierten Siegermächten des Zweiten Weltkrieges aufgeteilt wurde. Sie bestand von Anfang 1945 bis zum 7. Oktober 1949, der Gründung der DDR.

## Territorium

### Übersicht

Länder in der SBZ:
Mecklenburg
Brandenburg
Sachsen-Anhalt
Sachsen
Thüringen

Zur SBZ gehörten die Länder Sachsen, Thüringen und das aus der preußischen Provinz Sachsen, dem Land Anhalt und Teilen des Landes Braunschweig gebildete Land Sachsen-Anhalt, Mecklenburg sowie die westlich der Oder-Neiße-Linie liegenden Teile der preußischen Provinzen Brandenburg und Pommern („Vorpommern“).
Nicht zur SBZ gehörte das Gebiet von Groß-Berlin mit dem Sitz des Alliierten Kontrollrats. Die deutschen Ostgebiete gehörten nicht zum vom Kontrollrat regierten Deutschland.

### Territoriale Veränderungen
Vom 1. bis 4. Juli zogen die US-amerikanischen und britischen Truppen aus dem westlichen Mecklenburg, Anhalt und den preußischen Gebieten westlich der Elbe sowie Thüringen und dem westlichen Sachsen ab und übergaben dieses gemäß den Vereinbarungen von Jalta an die sowjetische Militärverwaltung.
Am 9. Juli 1945 wurden die Länder Mecklenburg-Vorpommern, Sachsen sowie Thüringen mit eigenen Landesregierungen und Provinzverwaltungen in den ehemaligen preußischen Provinzteilen Sachsen mit Anhalt und Brandenburg gegründet. Den Verwaltungen der fünf föderativen Ländern beziehungsweise Provinzen wurde mit dem Befehl Nr. 45 vom 22. Oktober 1945 das Recht auf Gesetzgebung eingeräumt, wenn diese im Einvernehmen mit den Kontrolldirektiven standen.
Bis zur Regelung im Schweriner Grenzvertrag vom September 1945 war die Zugehörigkeit des westlich der eigentlichen Oder-Neiße-Linie gelegenen Gebiete um Stettin zu Polen unklar.
Im September kam es durch das Wanfrieder Abkommen zu einem Gebietstausch zwischen sowjetischer und US-amerikanischer Besatzungszone. Dies betraf die Bahnverbindung Bebra – Göttingen. Damit gelangte ein Teil des Eichsfelds in die amerikanische Zone und später nach Hessen. Durch das Barber-Ljaschtschenko-Abkommen gab es im November einen Gebietstausch zwischen Mecklenburg und dem zur britischen Besatzungszone gehörenden Schleswig-Holstein. Es gab außerdem einen Gebietstausch 1945 im Harz.

## Politische Entwicklung

### Sowjetische Militäradministration
Mit der bedingungslosen Kapitulation der Wehrmacht am 7. und 8. Mai 1945 war das nationalsozialistische Deutschland besiegt und der Zweite Weltkrieg in Europa beendet.
Die sowjetische Militärverwaltung übernahm in den Gebieten östlich der Elbe die administrative Kontrolle, in Absprache mit den US-amerikanischen und britischen Alliierten.
Am 9. Juni wurde die Sowjetische Militäradministration in Deutschland (SMAD) als oberste Entscheidungsinstitution in der Sowjetischen Besatzungszone geschaffen, mit Sitz in Berlin-Karlshorst.
Sie agierte zunächst in Abstimmung mit den anderen alliierten Siegermächten USA und Großbritannien, wie in der gemeinsamen Erklärung vom 5. Juni und im gemeinsamen Alliierten Kontrollrat.
Mit zahlreichen Befehlen wurde eine grundlegende Umgestaltung der Strukturen in der Sowjetischen Besatzungszone geschaffen.
Seit etwa Juli 1945 wurden einige Entscheidungskompetenzen an die Verwaltungen der neu geschaffenen Länder und Kommunen abgegeben.
Die Sowjetische Militäradministration in Deutschland (SMAD) blieb bis zum Oktober 1949 die höchste Entscheidungsinstanz in der SBZ.

### Mehrparteiensystem
Stalin wünschte in der Sowjetischen Besatzungszone ein an westlichen Demokratien orientiertes Mehrparteiensystem, in dem allerdings die „Arbeiterklasse“ die politische Vorherrschaft innehaben sollte.
Gemeint war damit, dass die KPD die führende Rolle einnehmen sollte. Zahlreiche Funktionäre waren bereits in der sowjetischen Emigration auf die Bildung sozialistischer Strukturen in Deutschland vorbereitet worden. Drei Initiativgruppen waren bereits im April und Mai nach Deutschland zurückgekehrt, die Gruppe Ulbricht bei Berlin, die Gruppe Ackermann-Matern in Dresden und die Gruppe Sobottka in Warsow bei Stettin. Diese sollten in den verschiedenen Regionen deutsche Selbstverwaltungsorgane unter kommunistischer Leitung mit breiter Beteiligung „bürgerlicher-antifaschistischer“ Kreise schaffen. Anfang Juni wurden die drei Leiter bereits wieder nach Moskau zu Gesprächen mit Stalin und weiteren führenden Funktionären gebracht, wo sie Instruktionen für die weitere Neugestaltung in der SBZ erhielten.
Am 10. Juni wurde die Gründung von antifaschistischen Parteien und Organisationen in der SBZ erlaubt, wesentlich früher als in den westlichen Besatzungszonen.
Bereits am nächsten Tag wurde die KPD wieder gegründet. Sie veröffentlichte noch am selben Tag einen Aufruf, in dem sie alle demokratischen Kräfte zur Beteiligung am Wiederaufbau aufrief. Am 15. Juni wurde dann die Sozialdemokratische Partei Deutschlands wiedergegründet, am 26. Juni die Christlich-Demokratische Union (CDU) neu gegründet und am 5. Juli die Liberal-Demokratische Partei Deutschlands (LDP).

Damit gab es wieder zwei sogenannte bürgerliche Parteien, die besonders auf Angestellte und mittelständische Unternehmer ausgerichtet waren, und keine sozialistische Vergangenheit hatten.
Am 14. Juli wurde dann ein sogenannter Demokratischer Block  gebildet, der diese vier Parteien in das sozialistische Machtgefüge einbeziehen sollte. (Parteiwesen in der SBZ) 
In den folgenden Monaten und Jahren wurde auf die drei nichtkommunistischen Parteien ein erheblicher Druck ausgeübt, worauf viele führende Vertreter zurücktreten mussten oder verhaftet wurden. Die SPD wurde im April 1946 zur Gründung der Sozialistischen Einheitspartei Deutschlands (SED) mit der KPD gezwungen, und die Mitglieder der SPD verloren in den folgenden Jahren zunehmend an Bedeutung. 1948 wurden mit der NDPD und der Demokratischen Bauernpartei (DBD) zwei weitere Parteien gegründet, die der SED nahestanden und deren Einfluss gegenüber den verbliebenen zwei bürgerlichen Parteien stärkten.
So wurde umgesetzt, was 1945 geplant war: Es muss demokratisch aussehen, aber wir müssen alles in der Hand haben.

### Parlamentarische Entwicklung

#### Länderebene
Am 20. Oktober 1946 fanden die ersten Wahlen zu den Landtagen und Kreistagen in den fünf Ländern statt. Dabei erreichte die SED nur etwa 47,5 Prozent (Provinz Mark Brandenburg 44 %, Land Sachsen 49 %, Provinz Sachsen-Anhalt 46 %, Land Mecklenburg 50 %, Land Thüringen 50 %). Dadurch waren die beiden anderen Parteien CDU und LDP auch an den Länderregierungen und -verwaltungen beteiligt, in Sachsen-Anhalt stellten sie alleine die Regierung.
Die nächsten vorgesehenen Wahlen in den Ländern für den Herbst 1949 wurden von der SED auf 1950 verschoben, da sie damit rechnen musste, erneut weniger Stimmen zu erhalten, als erwünscht. 

#### Deutscher Volkskongreß und Deutscher Volksrat
Am 6. und 7. Dezember 1947 tagte erstmals ein Deutscher Volkskongreß für Einheit und gerechten Frieden in Ost-Berlin. Dieser bestand aus Delegierten aus den fünf Ländern, die unter Einfluss der SED aus Betrieben und Organisationen ausgewählt worden waren. 
Am 17. und 18. März 1948 tagte der zweite Deutsche Volkskongreß, erneut mit ausgewählten Delegierten. Diese wählten einen Deutschen Volksrat als ständiges Organ. Dessen Vorsitzende wurden die drei Parteivorsitzenden Wilhelm Pieck (SED), Otto Nuschke (CDU) und Wilhelm Külz (LDP).
Am 15, und 16. Mai 1949 fanden erstmals Wahlen zum Deutschen Volkskongreß in der Sowjetischen Besatzungszone (ohne Berlin) statt. Dabei konnte nur über eine Einheitsliste abgestimmt werden. Diese erhielt nach zweimaligem Auszählen angeblich etwa 66 Prozent, die wahrscheinlich geschönt worden waren. Der so bestimmte dritte Deutsche Volkskongreß trat mit etwa 2.000 Delegierten vom 29. Mai bis 3. Juni 1949 zusammen. Er wählte den zweiten Deutschen Volksrat. 
Dieser wurde am 7. Oktober 1949 zur Provisorischen Volkskammer als erstes Parlament der Deutschen Demokratischen Republik umgewandelt.

#### Verfassung der DDR
Im März 1948 war ein Ausschuss zur Erarbeitung einer Verfassung für das gesamte Deutschland durch den Deutschen Volksrat gebildet worden. Dessen Vorsitz hatte Otto Grotewohl, einer der beiden Vorsitzenden der SED. Am 30. Oktober 1948 wurde diese fertiggestellt. Am 19. März 1949 wurde sie vom Deutschen Volksrat angenommen. Am 30. Mai wurde sie wenige Tage nach Verkündung des Grundgesetzes der Bundesrepublik Deutschland vom 23. Mai bestätigt.
Am 7. Oktober 1949 wurde die Verfassung der Deutschen Demokratischen Republik durch die Provisorische Volkskammer in Kraft gesetzt und damit die Gründung der DDR eingeleitet.

## Weitere Ereignisse
1945

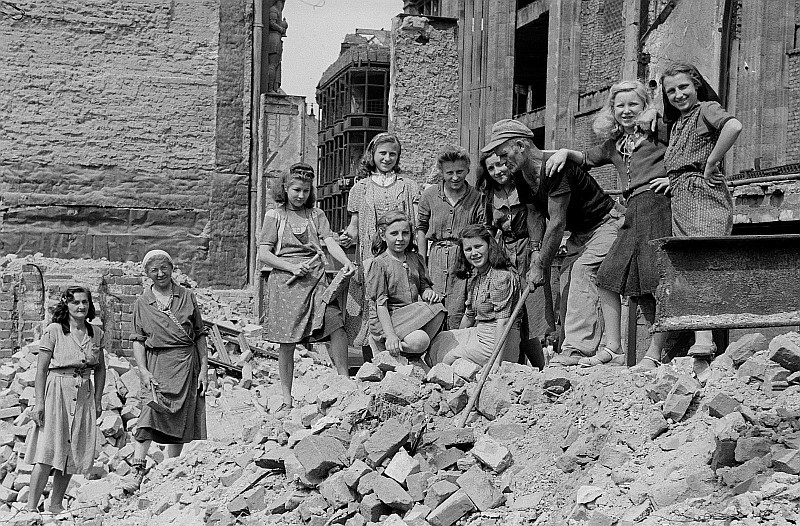
Trümmerfrauen in Leipzig

Am 13. Juni konstituierte sich der Freie Deutsche Gewerkschaftsbund (FDGB).
Am 1. Juli wurde die Deutsche Volkspolizei gegründet; sie wurde nach Genehmigung durch die SMAD am 1. Oktober bewaffnet.
Ein weiterer Befehl der SMAD vom 23. Juli 1945 leitete eine Reorganisation des Finanz-, Bank-, Sparkassen- und Versicherungswesens ein. Ein gleichzeitig nicht öffentlich ergangener Befehl bestätigte die bereits am 8. Mai vorgenommene Beschlagnahmung von Geldern und Mitteln aus Geld- und Kreditinstituten.
Im August 1945 wurde auf Befehl Nr. 17 der SMAD vom 27. Juli 1945 in Berlin die Deutsche Verwaltung für Volksbildung gebildet. Die dringendste Aufgabe der DZfV war der Aufbau eines antifaschistischen, weltlichen und sozialistischen Schul- und Bildungswesens. Wegen der umfassenden Entlassung NS-belasteter Lehrkräfte war die Auswahl und Einarbeitung geeigneter Neulehrer von besonderer Bedeutung. Die DZfV war ein wichtiges Instrument zur Organisation und Einführung der sozialistischen Einheitsschule in der SBZ. Das Kultur-, Volksbildungs- und Hochschulwesen wurden nach sowjetischen Vorgaben umgestaltet. Die SMAD führte ein striktes System der Vorzensur in der SBZ ein. In Gerichten wurden sogenannte Volksrichter eingesetzt.
Vom 3. bis 11. September erließen die Provinz- und Landesverwaltungen in der SBZ Verordnungen zur Durchführung der Bodenreform in Deutschland. Dabei wurden Landbesitzer entschädigungslos enteignet, die über 100 Hektar Fläche besaßen. Auf Grundlage des Befehls 124 des SMAD und der Entscheidungen der Sequesterkommission wurden alle großen Industriebetriebe enteignet und in sogenanntes Volkseigentum überführt. Mai bis Juli: Der ersten Demontagewelle fielen etwa 460 Berliner Betriebe zum Opfer. Dies entsprach zirka 75 Prozent der damals noch vorhandenen Kapazitäten.
Im Sinn der Reparationspolitik kam es zur Aneignung von Kriegsbeute und Trophäenaktionen, der Demontage insbesondere von Eisenbahnstrecken, der Enteignung von Industriebetrieben und sonstigen Vermögenswerten, der Errichtung sowjetischer Handelsgesellschaften, der Entnahme von Erzeugnissen aus laufender Produktion. Die Kapazitätsverminderung in einzelnen Industriezweigen betrug 15 bis 100 %.
Zwischen Mai und September 1945 richtete die sowjetische Geheimpolizei insgesamt zehn sogenannte Speziallager auf dem Gebiet der SBZ ein. Bis 1950 wurden dort mindestens 122.000 Deutsche ohne Verfahren und Gerichtsurteil inhaftiert. Tausende von ihnen wurden zur Zwangsarbeit in die Sowjetunion deportiert. Mindestens 42.000 Menschen kamen in den sowjetischen Speziallagern ums Leben.
1946
Der Volksentscheid in Sachsen 1946 billigte die entschädigungslose Enteignung von Großgrundbesitzern, Kriegsverbrechern und aktiven NSDAP-Mitgliedern. 
Am 30. Juli wurde die Deutsche Verwaltung des Innern (DVdI) zur Koordination der Polizei in der SBZ gebildet. Präsident der DVdI wurde der vorherige Landespolizeichef von Thüringen, Erich Reschke. ein Vizepräsident wurden Erich Mielke, 
Mehr als 2000 Ingenieure wurden in der „Aktion Ossawakim“ im Oktober 1946 mit ihren Familien in die Sowjetunion gebracht, um an militärischen Entwicklungen (Kern- und Raketentechnik) mitzuarbeiten und deutsche wissenschaftliche Errungenschaften preiszugeben.
Am 1. Dezember wies die Sowjetische Militäradministration (SMAD) den Aufbau der Deutschen Grenzpolizei (DGP) in der SBZ an.
1947
Am 1. April ordnete die Sowjetische Militäradministration die Gründung der Deutschen Treuhandstelle zur Verwaltung des beschlagnahmten Vermögens von Nazi- und Kriegsverbrechern an.
Der Befehl der Sowjetischen Militäradministration (SMAD) 138/47 vom 4. Juni wies die Einrichtung der Deutschen Wirtschaftskommission (DWK) als erstes zentrales Verwaltungsorgan der sowjetischen Besatzungszone an und institutionalisierte damit die Umgestaltung der Wirtschaft.
Am 16. August erging der SMAD-Befehl 201 zur Entnazifizierung und vollständigen Säuberung aller öffentlichen Ämter und der Wirtschaft „von aktiven Faschisten, Militaristen und Kriegsverbrechern“.
1948
Der SMAD-Befehl 35/48 vom 26. Februar führte zur Auflösung der Entnazifizierungskommissionen in der SBZ. Die Entnazifizierung wurde offiziell zum 10. März abgeschlossen. Insgesamt waren über eine halbe Million Menschen aus Dienststellen und staatlichen Einrichtungen entfernt worden.
Die Deutsche Wirtschaftskommission (DWK) beschloss am 5. Mai die Einrichtung eines Ausschusses zum Schutz des Volkseigentums (ASV).
In den drei westlichen Besatzungszonen fand am 20. Juni eine Währungsreform statt. Am 23. wurde die D-Mark auch in West-Berlin eingeführt. Die Sowjetunion verhängte am 24. als Reaktion auf die mit ihr nicht abgestimmte Währungsreform in den Westzonen und damit faktische wirtschaftliche Spaltung Deutschlands eine Blockade über die drei Westsektoren Berlins. 
Vom 24. bis 28. Juni fand in der Sowjetischen Besatzungszone (SBZ) und Ost-Berlin eine eigene Währungsreform statt. Es gab viele Provisorien in dieser Zeit, da die Administration von der Währungsreform völlig überrascht wurde. Auf alte Reichsmarknoten wurden neue Wertzeichen geklebt. Diese Geldscheine wurden im Volksmund Koupon-Mark genannt.
Die Deutsche Volkspolizei (DVP) stellte ab dem 3. Juli kasernierte Bereitschaften auf.
Am 13. Oktober förderte der Bergmann Adolf Hennecke in einer Schicht 24,4 m³ Kohle und überbot damit das Tagessoll um 387 %. Damit wurde die Aktivistenbewegung in der SBZ bzw. späteren DDR gegründet, die zur Leistungssteigerung ohne (oder fast ohne) finanzielle Anreize auffordern sollte. So orientierte man sich auch in diesem Bereich an der Sowjetunion. Die Stachanow-Bewegung der Sowjetunion diente als Vorlage für die Hennecke-Bewegung in der SBZ bzw. der späteren DDR.
Am 15. November begann vor der Ersten Großen Strafkammer in Leipzig auf Befehl 201/48 der Sowjetischen Militäradministration der erste der beiden „Leipziger Prozesse“ gegen 25 Angeklagte des Leipziger Unternehmens HASAG. Im „Prozess Kamienna-Tschenstochau“ zu den Verbrechen an den jüdischen Zwangsarbeitern in Skarżysko-Kamienna wurden am 22. Dezember 1948 vier Angeklagte zum Tode verurteilt.
1949
Am 14. Januar erging der Befehl Nr. 2 des Präsidenten der DVdI, Kurt Fischer, zur „Reinigung der Polizei von unerwünschten Elementen“.
Auf ihrer 1. Parteikonferenz vom 25. bis 28. Januar beschloss die SED die Neuausrichtung der Partei im Stile der sowjetischen KPdSU. Ein Politbüro wurde gebildet und der demokratische Zentralismus als Organisationsprinzip eingeführt.
Die Dezernate und Kommissariate K 5 wurden am 6. Mai aus der Kriminalpolizei herausgelöst. Unter der Führung von Erich Mielke wurden eigenständige Organisationseinheiten einer politischen Polizei gebildet, die später als Hauptverwaltung zum Schutze der Volkswirtschaft in das neu gebildete Ministerium des Innern (MdI) eingingen.
Am 12. Mai hob die Sowjetunion um 0:00 Uhr die Blockade West-Berlins auf.
Am 24. Mai begann der zweite der beiden „Leipziger Prozesse“ gegen Angeklagte des Leipziger Unternehmens HASAG. Im „Prozess Tschenstochau“ zu den Verbrechen an den Zwangsarbeitern in Tschenstochau wurden am 17. Juni sowie am 29. Juli 1949 vier Angeklagte zum Tode verurteilt.

## Kultur
Bereits seit Mai 1945 durften wieder öffentliche Kulturveranstaltungen stattfinden, zuerst vor allem klassische Konzerte. Es wurden in den folgenden Monaten Zeitungen gegründet, Kinos und Theater wieder eröffnet, Kunstausstellungen durchgeführt und neue Verlage gegründet. Der verantwortliche Kulturoffizier der SMAD war der jüdischstämmige Alexander Dymschitz. Ein Schwerpunkt von ersten neuen Filmen und Publikationen waren vor allem die Darstellung und Aufarbeitung der Schrecken der vorhergehenden Jahre.
Auch Sportveranstaltungen durften wieder stattfinden, allerdings zunächst nur auf regionaler Ebene. Zonenmeisterschaften gab es in den meisten Sportarten erst ab 1948. Mit dem Rundfunk in der SBZ befasste sich etwa der Journalist und Hochschullehrer Gerhard Walther (* 1923).

## Bevölkerungsentwicklung
Ende 1945 wurde in der SBZ eine erste Volkszählung durchgeführt. Dabei wurden fast 16,2 Millionen Menschen gezählt, fast eine Million mehr als zur letzten Volkszählung 1939. Dieses waren vor allem Flüchtlinge und Vertriebene aus den ehemaligen deutschen Ostgebieten.
| Land/Provinz                     | Einwohner am 1. Dezember 1945 | Einwohner am 17. Mai 1939 | Veränderung |
| -------------------------------- | ----------------------------- | ------------------------- | ----------- |
| Provinz Mark Brandenburg         | 2.317.906                     | 2.355.615                 | −1,6 %      |
| Land Mecklenburg-Vorpommern      | 1.946.896                     | 1.478.685                 | +31,7 %     |
| Provinz Sachsen                  | 3.900.381                     | 3.431.093                 | +13,7 %     |
| a) ohne Regierungsbezirk Erfurt  | 3.209.645                     | 2.999.671                 | +7,0 %      |
| b) Anhalt                        | 690.736                       | 431.422                   | +16,0 %     |
| Land Thüringen                   | 2.776.773                     | 2.446.909                 | +13,5 %     |
| a) Thüringen                     | 2.081.891                     | 1.795.469                 | +16,0 %     |
| b) Regierungsbezirk Erfurt       | 694.882                       | 650.840                   | +6,8 %      |
| Land Sachsen                     | 5.252.670                     | 5.480.713                 | −4,2 %      |
| Sowjetische Besatzungszone insg. | 16.194.626                    | 15.192.415                | +6,6 %      |

1946 waren 57,5 % der Bevölkerung Frauen, das waren etwa 135 Frauen auf 100 Männer.
Im Dezember 1947 wurden 4.379.000 ehemalige Flüchtlinge und Vertriebene in der SBZ gezählt, das waren etwa 24,3 % der Gesamtbevölkerung.

## Begrifflichkeit
1945–1949
Im Osten Deutschlands wurde dieses Gebiet offiziell als sowjetische Besatzungszone, sowjetische Zone oder Ostzone bezeichnet, sowie gelegentlich auch als unsere Zone oder Zone.
Im Westen wurde meist von Sowjetzone oder Ostzone gesprochen.
Nach 1949
Seit der Gründung der DDR wurde der Begriff Sowjetische Besatzungszone offiziell nur noch für die Zeit vorher verwendet.
In der Bevölkerung blieben die Bezeichnungen Zone oder Ostzone aber noch viele Jahre umgangssprachlich gebräuchlich, meist mit einem negativen Unterton. Dieses wurde von staatlicher Seite als bösartige Missachtung der Eigenstaatlichkeit der DDR verstanden.
Im Westen blieb dagegen vor allem der Begriff Sowjetzone gebräuchlich, um die Abhängigkeit von der Sowjetunion zu zeigen. Dazu gab es gelegentlich das Adjektiv sowjetzonal. Außerdem wurde von Ostzone, SBZ oder später Zone gesprochen. Die damaligen Bundesregierungen wollten die Existenz eines eigenständigen ostdeutschen Staates nicht anerkennen (siehe auch Alleinvertretungsanspruch). Für staatliche Dienststellen war die entsprechende Verwendung von SBZ ausdrücklich vorgeschrieben. Walter Ulbricht wurde auch gerne als Zonenvogt bezeichnet, um dessen politische Abhängigkeit aufzuzeigen.
Erst seit den 1970er Jahren wurde gelegentlich auch von der DDR gesprochen. 
Reste dieser Begriffsverwendung fanden sich noch über das Ende der DDR hinaus, etwa in dem Begriff des Zonenrandgebiets, dessen Unterstützung im Zonenrandförderungsgesetz bis zu dessen Aufhebung 2006 geregelt war, und existieren noch heute im Begriff des Sowjetzonenflüchtlings. Diesen Status konnte nach dem Bundesvertriebenengesetz eine Person erhalten, die vor dem 1. Juli 1990 die DDR verlassen hat. Ebenso hielt sich die Bezeichnung Interzonenzug über die gesamte Geschichte der DDR.
Im November 1989 nutzte die Satirezeitschrift Titanic auf ihrem Titelbild die nach der SBZ benannte Figur der Zonen-Gaby mit einer geschälten Salatgurke und dem Ausspruch „Meine erste Banane“. Als abwertende Bezeichnung für Ostdeutsche wurde das Wort Zoni verwendet.